# Central European Journal of Mathematics
Central European Journal of Mathematics — математический журнал, публикуемый издательством Versita совместно с Springer-Verlag GmbH. Журнал рецензируемый, выходит ежемесячно на английском языке. ISSN электронного издания 1644-3616.

## Тематика
Central European Journal of Mathematics публикует оригинальные исследовательские статьи, обзорные статьи и краткие сообщения по следующим направлениям математики:
- математическая логика и теория множеств
- теория категорий
- общая алгебра
- алгебраическая геометрия
- действительный анализ
- комплексный анализ
- дифференциальные уравнения
- динамические системы и эргодическая теория
- функциональный анализ
- геометрия
- дифференциальная геометрия
- топология
- теория вероятности и статистика
- оптимальное управление
- численные методы
- дискретная математика
- теория чисел

## Реферирование и индексация
Журнал реферируется и индексируется в Science Citation Index Expanded, Current Contents/Physical, Chemical & Earth Sciences (CC/PC&ES), Mathematical Reviews, Zentralblatt MATH, and Scopus. Согласно Journal Citation Reports, на 2010 импакт-фактор журнала 0.581.

## Главный редактор
- Фёдор Богомолов (Институт математических наук — англ. Courant Institute of Mathematical Sciences, США) (2009 — по настоящее время)